# Младен Недељковић Млађа
Младен Недељковић Млађа (Ниш, 3. мај 1936 — Ниш, 31. март 2005) био је српски глумац.

## Биографија
Рођен је од оца Боривоја и мајке Ангелине. Младен је одиграо више од 8000 представа у преко осамдесетак улога, а рекордна је улога Потета, у Сремчевој Зони Замфировој, коју је Младен Млађа Недељковић одиграо 1286 пута у чак 28 година живота, колико је ова представа извођена на позоришном репертоару. Укупно се појавио у 30 филмова и ТВ-серија. Остао је познат по узречици – „Ја, бато!“ из серије Врућ ветар.
Играо је и у филмовима почев од 1955. године када је са Миленом Дравић играо у филму Врата остају отворена па, до Пљачке Трећег рајха. Издвајају се улоге Чарлија Баксуза у филму Јагуаров скок и новинара у филму Зона Замфирова.
Освојио је више награда а међу осталим награда свог града – заслужни грађанин Ниша.
У пензију је отишао 2000. године после 48 година активно проведених у театру.

## Филмографија
| Год.       | Назив                         | Улога                       |
| ---------- | ----------------------------- | --------------------------- |
| 1950.-те   |                               |                             |
| 1959.      | Врата остају отворена         |                             |
| 1970.-те   |                               |                             |
| 1974.      | Отписани                      | Урош                        |
| 1978.      | Повратак отписаних            | Лале                        |
| 1980.-те   |                               |                             |
| 1980.      | Врућ ветар                    | Шурдин зет                  |
| 1980.      | Авантуре Боривоја Шурдиловића | Шурдин зет                  |
| 1981.      | Краљевски воз                 | Железничар који пије ракију |
| 1982.      | Саблазан                      | Лисичић                     |
| 1983.      | Тимочка буна                  |                             |
| 1984.      | Пази шта радиш                | шанкер у хотелу             |
| 1984.      | Јагуаров скок                 | Чарли „Баксуз“              |
| 1984.      | Др                            | Николић                     |
| 1986.      | Дивљи ветар                   | Павле                       |
| 1986.      | Тајна Лазе Лазаревића ТВ филм | Поротник 1                  |
| 1987.      | Тесна кожа 2                  | службеник Шуле              |
| 1987.      | Неслоге                       |                             |
| 1987.      | Лагер Ниш                     | Моца                        |
| 1987.      | Као кец на десетку            | Молер                       |
| 1987.      | И то се зове срећа            | Молер                       |
| 1987.      | Хајде да се волимо            | Тањин брат                  |
| 1987-1989. | Бољи живот                    | Конобар Жорж                |
| 1988.      | Сулуде године                 | Милиционер Веселин          |
| 1988.      | Шпијун на штиклама            | Бобо                        |
| 1988.      | Особита грађа                 |                             |
| 1988.      | Балкан експрес 2              | конобар Трајче              |
| 1988.      | Мед и жуч                     |                             |
| 1988.      | Добри ходи Црној Гори         |                             |
| 1989.      | Вампири су међу нама          | Униформисани                |
| 1989.      | Шта је рекао Сенека           |                             |
| 1989.      | Последњи круг у Монци         | Конобар                     |
| 1990.-те   |                               |                             |
| 1990-1991. | Бољи живот 2                  | Милиционер                  |
| 1991.      | Театар у Срба                 |                             |
| 1993-1996. | Срећни људи                   | Шинтер                      |
| 2000.-те   |                               |                             |
| 1998-2002. | Породично благо               | Пијачар                     |
| 2002.      | Зона Замфирова                | Новинар                     |
| 2004.      | Пљачка Трећег рајха           | Мута                        |